# Li Weinert
Elisabeth („Li“) Weinert (geborene Pitschmann; * 31. Dezember 1899 in Berlin; † 23. März 1983 ebenda) war eine deutsche Rezitatorin, Kabarettistin und Kulturfunktionärin. Sie war die Ehefrau von Erich Weinert.

## Leben
Li Weinert wurde in einer kleinbürgerlichen Familie geboren. Sie besuchte von 1906 bis 1914 die Mittelschule in Berlin. Sie war als Rezitatorin und Kabarettistin tätig. Sie rezitierte in Versammlungen Gedichte Erich Weinerts, unter anderem während seines siebenmonatigen Redeverbots („Lex Weinert“) 1931 in Preußen. 1931 trat sie der Kommunistischen Partei Deutschlands (KPD) und der Roten Hilfe bei.
Nach der „Machtergreifung“ der Nationalsozialisten lebte sie von 1933 bis 1935 mit ihrem Mann und dessen Tochter Marianne in der Emigration in der Schweiz und in Frankreich, dann von August 1935 bis Januar 1946 in der Sowjetunion. Li Weinert leistete gesellschaftliche Arbeit an der Deutschen Schule in Moskau und wirkte in kulturpolitischen Sendungen des Senders Moskau mit. Von 1943 bis 1945 war sie auch Sprecherin beim Sender des Nationalkomitees „Freies Deutschland“, dem ihr Mann als Präsident vorstand.

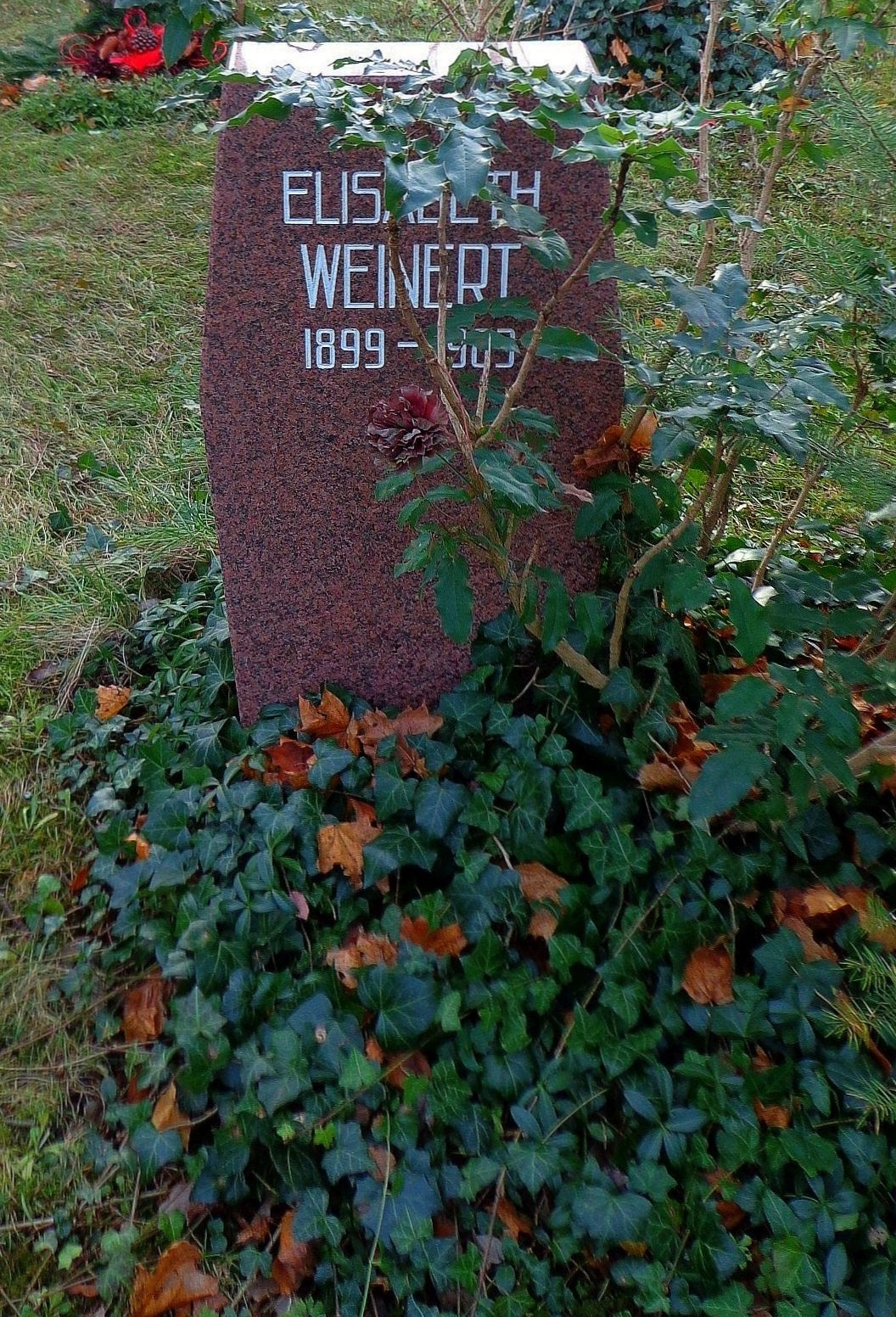
Grabstätte

1946 kehrte sie aus der Emigration zurück und wurde Mitglied der Sozialistischen Einheitspartei Deutschlands (SED). 1947 wurde sie Mitglied des Demokratischen Frauenbundes Deutschlands und der Volkssolidarität sowie im Juli 1948 Mitglied der Gesellschaft für Deutsch-Sowjetische Freundschaft (DSF). Ab 1953 war sie Mitglied des Deutschen Schriftstellerverbandes und von 1953 bis 1966 Mitglied seiner SED-Parteileitung sowie seit 1966 Mitglied der Revisionskommission dieses Verbandes.
Seit 1954 gehörte sie als Mitglied auch der DSF-Bezirksleitung Berlin der Gesellschaft an Seit 1957 war sie  Mitglied des Deutschen Kulturbundes, seit 1959 Mitglied des Komitees der Antifaschistischen Widerstandskämpfer in der DDR.
Sie verwaltete zusammen mit der Deutschen Akademie der Künste zu Berlin den künstlerischen Nachlass ihres Ehemannes und las nach dessen Tode im Jahre 1953 aus seinen Werken in Schulen, Betrieben, FDJ-Gruppen, vor Pionieren, Einheiten der Nationalen Volksarmee und der Deutschen Volkspolizei.
Ihre Urne wurde in der Grabanlage Pergolenweg des Berliner Zentralfriedhofs Friedrichsfelde beigesetzt.

## Auszeichnungen
- Clara-Zetkin-Medaille (1957)
- Ernst-Moritz-Arndt-Medaille (1957)
- Vaterländischer Verdienstorden in Silber (1960)[1] und Gold (1974)
- Ehrenspange zum Vaterländischen Verdienstorden in Gold (1980)[2]
- Banner der Arbeit (1970)[3]
- Verdienstmedaille der DDR (1965)